# Тлеубердиев, Ажибай
Ажиба́й Тлеуберди́ев (1894, Аулиеатинский уезд, Сырдарьинская область, Российская империя — неизвестно, село Каракемер, Джамбулский район, Джамбулская область, Казахская ССР) — старший табунщик колхоза «Кара-Кемир» Джамбулского района Джамбулской области, Казахская ССР. Герой Социалистического Труда (1948).

## Биография
Происходит из рода жаныс племени дулат Родился в 1894 году в крестьянской семье потомственного скотовода в одном из сельских населённых Аулиеатинского уезда. С раннего возраста трудился в сельском хозяйстве. В 1930 году вступил в сельскохозяйственную артель. С 1937 года трудился табунщиком, старшим табунщиком в колхозе «Кара-Кемир» Джамбулского района.
В 1947 году вырастил 50 жеребят от 50 конематок. Указом Президиума Верховного Совета СССР от 23 июля 1948 года удостоен звания Героя Социалистического Труда за «получение высокой продуктивности животноводства в 1947 году» с вручением ордена Ленина и золотой медали «Серп и Молот» (№ 2467).
В последующие годы продолжал показывать высокие трудовые результаты в коневодстве. В 1950 году вырастил 53 жеребёнка от 53 конематок.
Избирался депутатом Джамбулского районного Совета депутатов трудящихся.
Трудился в колхозе до выхода на пенсию в 1962 году. Проживал в селе Кара-Кемир (сегодня — Каракемер) Джамбулского района. Дата смерти не установлена.
Память
Его именем названа улица в селе Каракемер Жамбылского района.